# Fritz-Reuter-Denkmal (Stavenhagen)

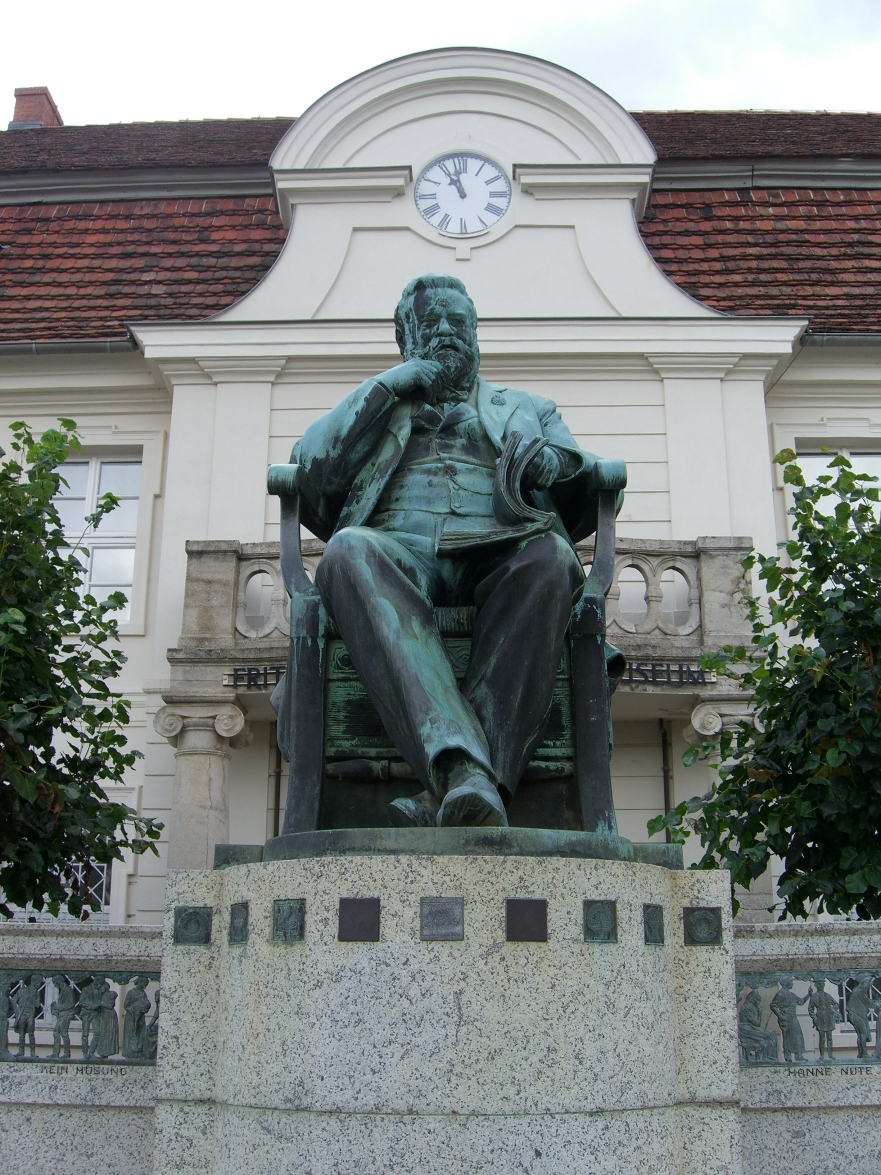

Das Fritz-Reuter-Denkmal in Stavenhagen ist Wahrzeichen der Stadt und eines der schönsten Denkmäler Mecklenburgs. Es gilt als ein Hauptwerk des schon damals vielfach geehrten Plauer Bildhauers Wilhelm Wandschneider. Im August 2018 wurde der Sockel mutwillig beschädigt.

## Beschreibung
Auf einem grauen Granitsockel erhebt sich in Bronzeguss die auf einem Lehnstuhl sitzende Figur Fritz Reuters (1810–1874). Mit der Linken blättert er in einem auf dem Oberschenkel ruhenden Buch während die Rechte in einer Nachdenklichkeit ausstrahlenden Geste ans Kinn in den Bart greift. Der Dichter ist mit seinem Werk zufrieden oder denkt bereits über neue Ideen nach. Die Ähnlichkeit der Reuterfigur mit dem 1893 geweihten Denkmal in Neubrandenburg hat seinen Hintergrund. Bei Entstehung der Modelle dieses Denkmals im Atelier bei Martin Wolff war Wandschneider 1891 als Gehilfe umfangreich beteiligt.
Zu beiden Seiten des Sockels schließen ebenfalls aus Granit gearbeitete Bänke an, in deren Lehnen je vier bronzene Reliefs eingelassen sind. Die Reliefs zeigen 45 Figuren aus Reuters bekanntesten Werken:
- (1) Ut mine Festungstid: De Musjagd, Fritzing, de Platzmajor, de Holländerie.
- (2) Ut de Franzosentid: Möller Voß un de Schoffür, Mamsell Westphalen, Herr Droik, de mit den Himmel dalbraken is, nu kümmt de französisch Oberst.
- (3) Ut mine Stromtid: Jochen Nüßler un sin Fru, Unkel Bräsig mit Lining und Mining, Havemann.
- (4) Kein Hüsung: Johann un sin Herr, Johann un sin Marik, Marik un ehr Kind un ehr Nahwersch.
- (5) Hanne Nüte: Hanne un sin Vadding un Mudding, de Bäcker un de lütte Pudel.
- (6) De Reis nah Belligen: Sei bewunnern den Portier as König vun Portulak.
- (7) Läuschen un Riemels: Dei Fulheit, Jochen Päsel, wat sall de Gaus kosten.
- (8) Dörchläuchting: Stining un de Löper Wilhelm Halsband, Kägebein, de Hofpoet, Dörchläuchting, de Konrektor un de Christelswester

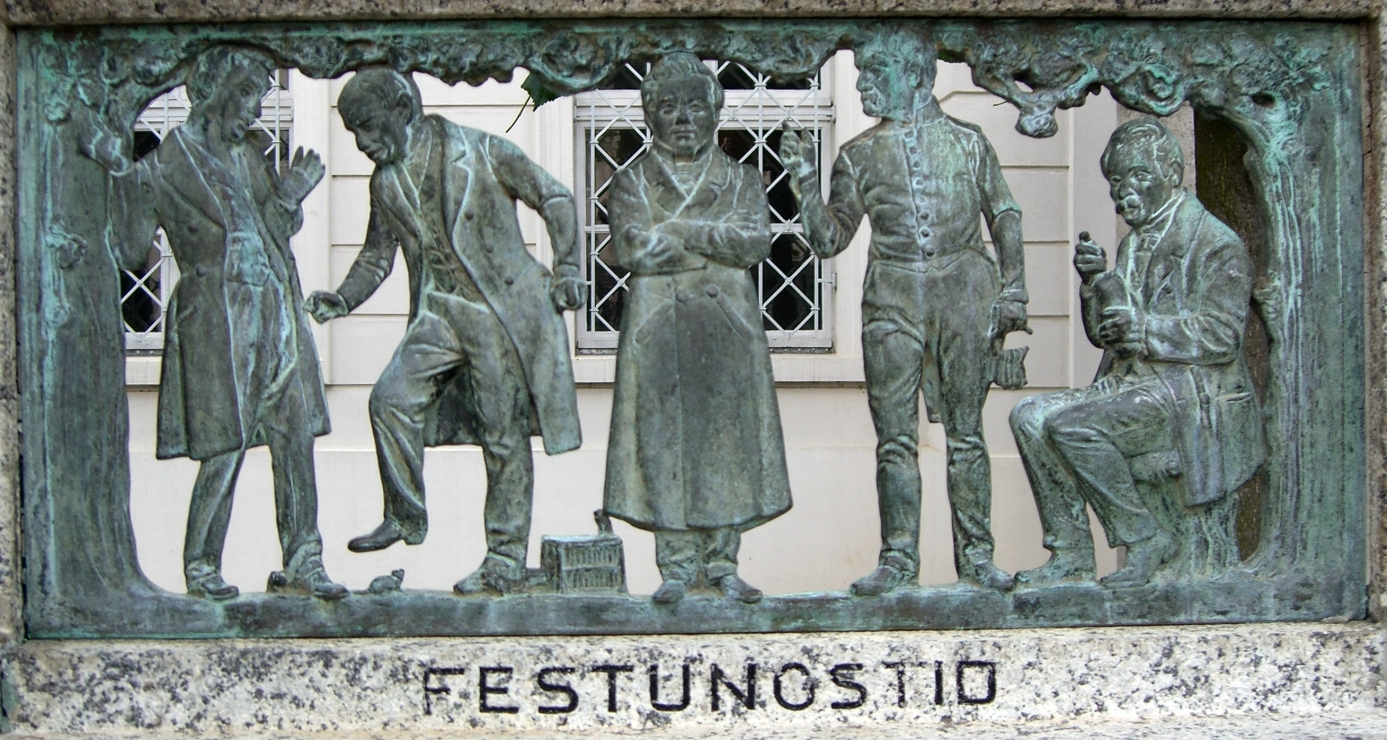
(1)
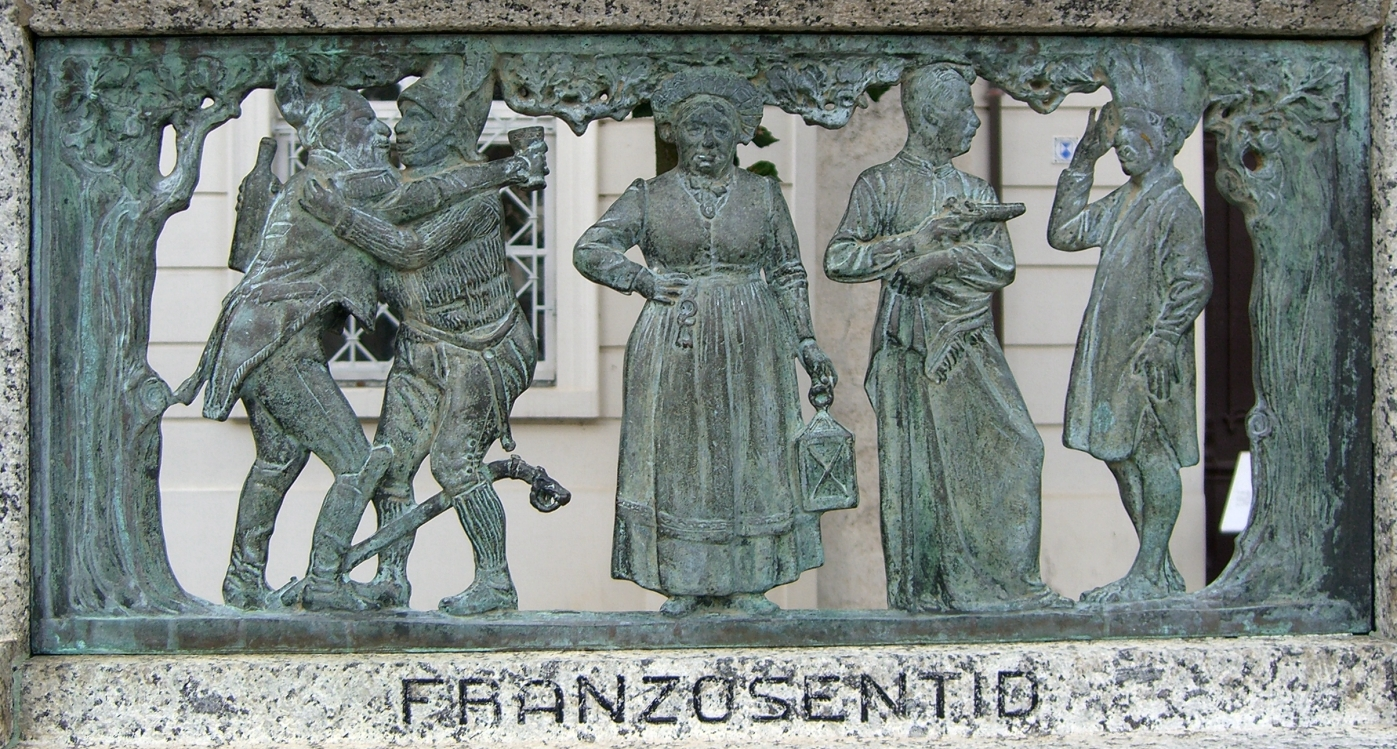
(2)
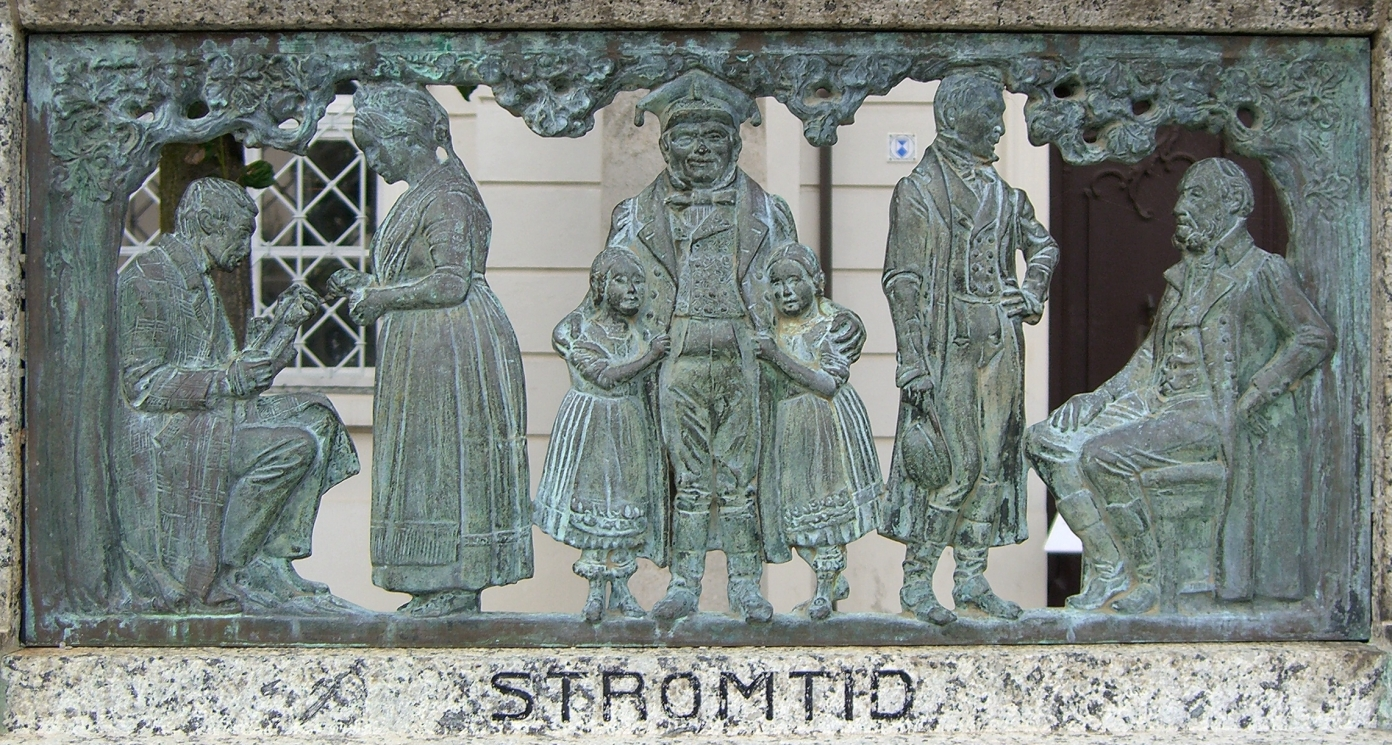
(3)
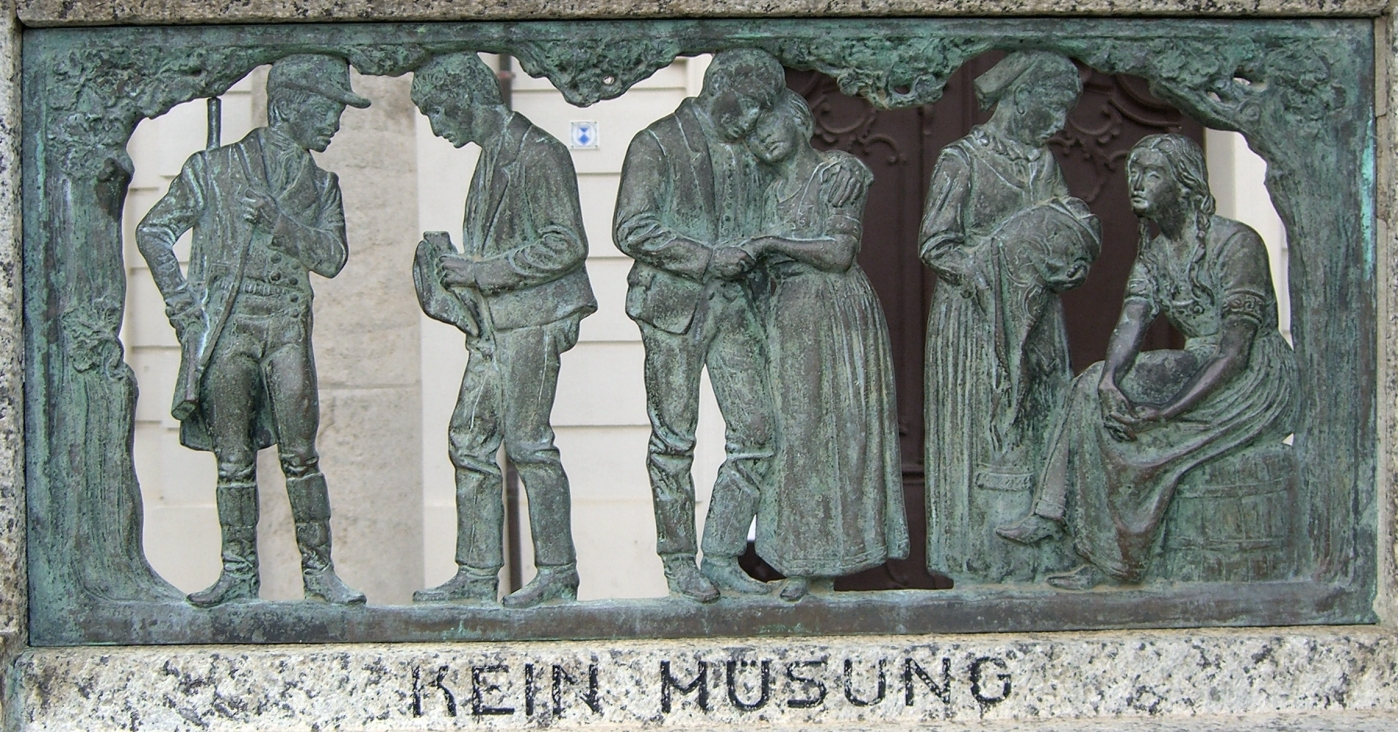
(4)
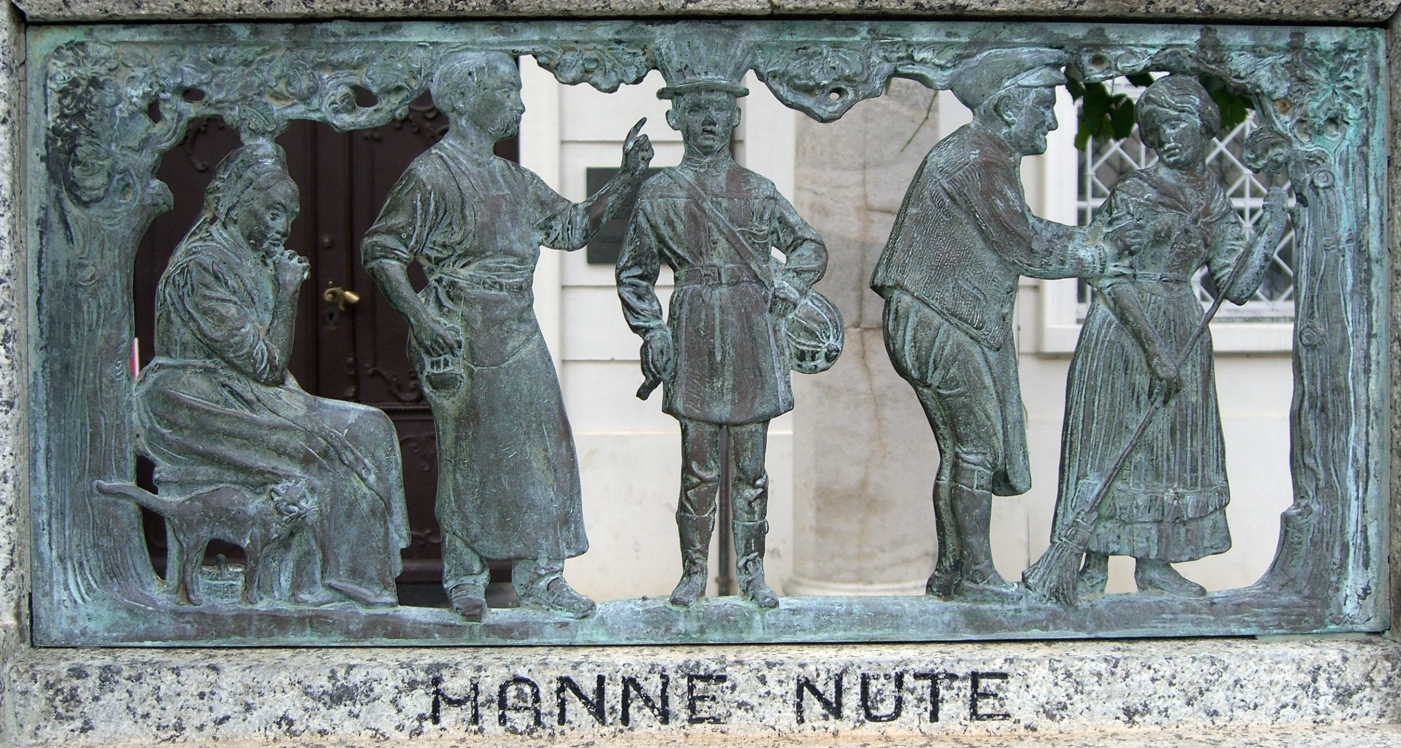
(5)
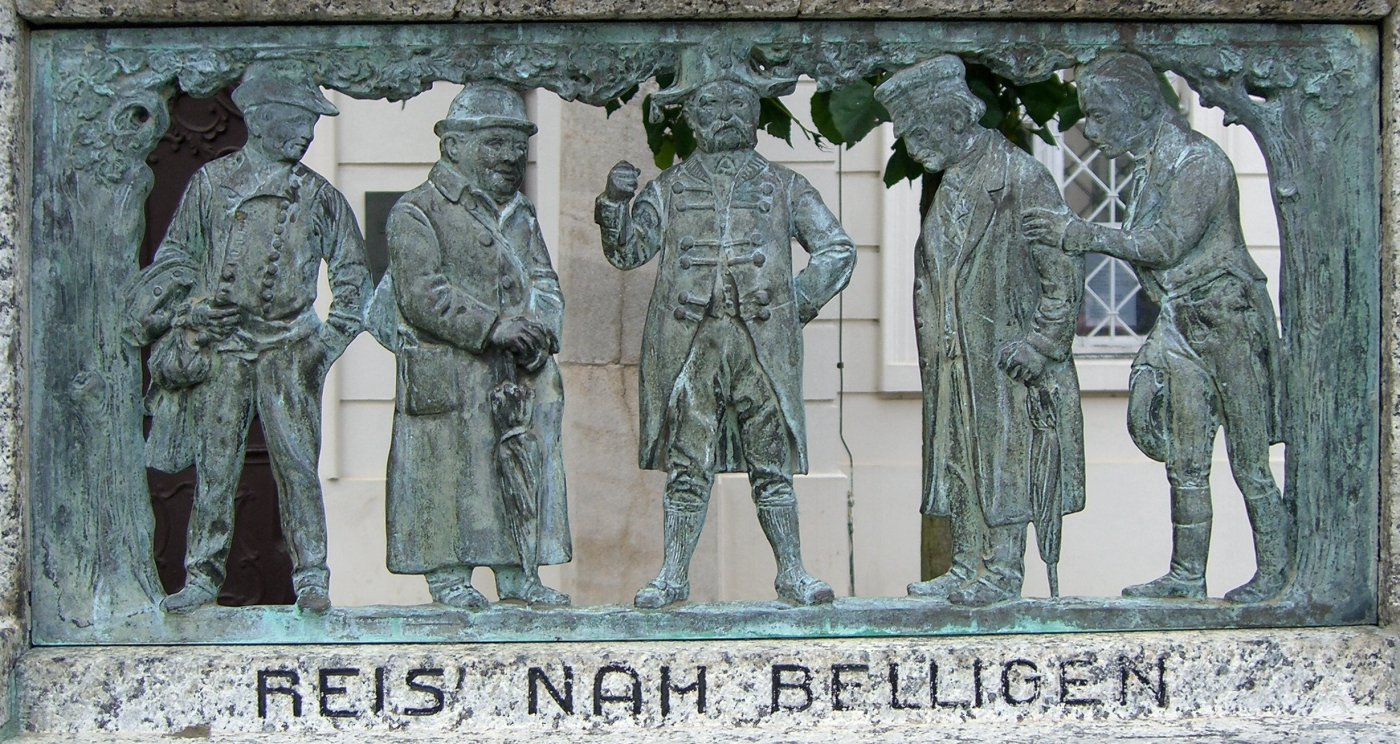
(6)
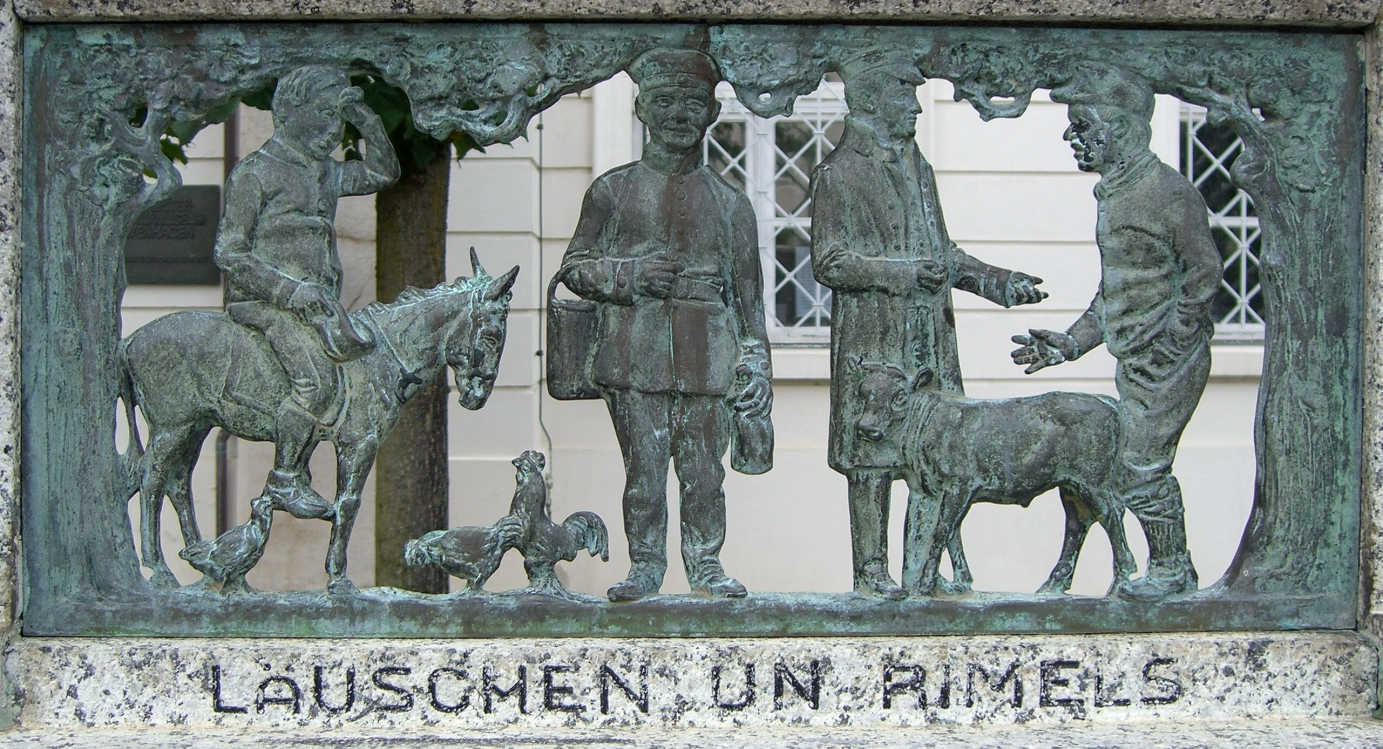
(7)
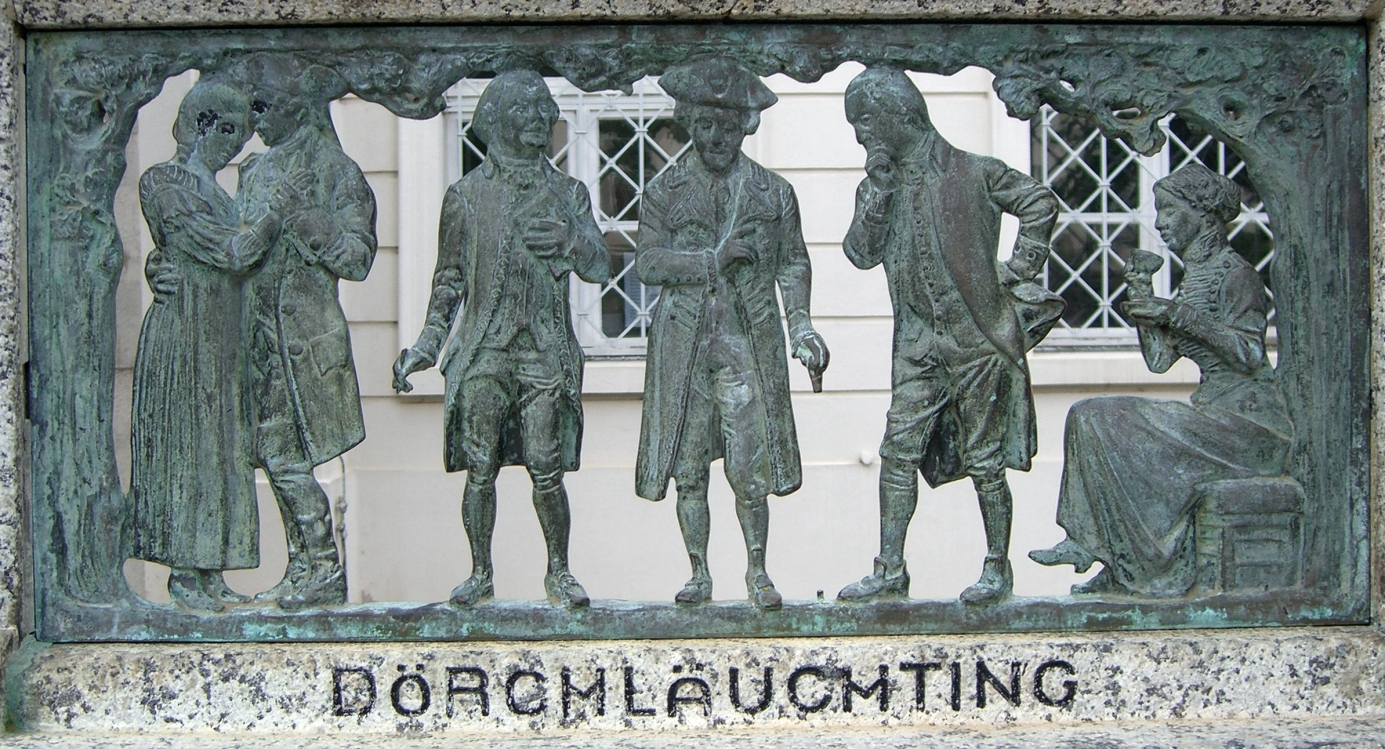
(8)

## Geschichte
Nach dem Tod des in Stavenhagen geborenen niederdeutschen Dichters und Schriftstellers gründeten sich vielerorts Initiativen zur öffentlichen Ehrung Fritz Reuters. Neben wenigen größeren Denkmälern wurden vielfach Reutersteine errichtet und Reutereichen gepflanzt. (vgl. Fritz Reuter, Ehrungen und Gedenken)
Für größere Denkmalprojekte in Reuters Heimat Mecklenburg bedurfte es einer mehrjährigen Vorbereitungszeit. Ein erstes figürliches Denkmal wurde 1893 in Neubrandenburg errichtet (Bildhauer Martin Wolff), es folgten Wismar 1896 mit einem Büstendenkmal (Hermann Zimmermann), dann 1911 Stavenhagen, 1914 der Reuterbrunnen Hanne Nüte in Rostock (Ewald Holz) und schließlich 1923 der Reuter-Brunnen (heute: Mudder-Schulten-Brunnen) in Neubrandenburg (Wilhelm Jaeger). Ein weiteres Standbild in Rostock (Thomas Jastram) ist 2004 errichtet worden.
Nach mehreren vergeblichen Initiativen in Reuters Vaterstadt bildete sich im Sommer 1907 unter dem Vorsitz des Bürgermeisters Wunderlich ein neuer geschäftsführender Ausschuss. Zu diesem Zeitpunkt hatten die Großherzöge Friedrich Franz II. von Mecklenburg-Schwerin und Adolf Friedrich V. von Mecklenburg-Strelitz ihre Schirmherrschaft und Unterstützung zugesagt. An der Spitze des aus zahlreichen Honoratioren gebildeten Ehrenausschusses stand Reichskanzler Bernhard Fürst von Bülow. Am 7. November 1907 erschien ein erneuter öffentlicher Aufruf um Spenden für das Denkmal.

## Die Entwürfe und Modelle
Am 22. März 1909 veröffentlichte der Geschäftsausschuss den Aufruf zu einem „Wettbewerb unter Künstlern deutscher Reichsangehörigkeit um ein Fritz-Reuter-Denkmal in seiner Vaterstadt Stavenhagen“. Die vorgesehenen Kosten des Denkmals (ohne Fundament und Aufstellung) sollten 50.000 Mark nicht überschreiten. Das Geld kam von zahlreichen Einzelspendern aus ganz Deutschland und darüber hinaus zusammen. Entwürfe im Maßstab von 1:5 (Figur 60–70 cm) waren bis zum 1. August einzureichen. Zu den neun Preisrichtern zählten die Bildhauer Ludwig Brunow und Adolf Brütt.
Insgesamt 92 Entwürfe wurden für den Wettbewerb eingereicht. In unüblicher Weise wurden 5 Entwürfe mit gleichen Preisen von je 1.400 Mark prämiert: 2× Wilhelm Wandschneider, sowie je 1× Hugo Berwald, Gustav Wallat und Gottlieb Elster. Der Auftrag zur Ausführung wurde Wandschneider zuerkannt unter der Prämisse, seine beiden Entwürfe zu einem zu kombinieren. Seine prämierten Entwürfe zeigten kein Standbild im traditionellen Sinne, sondern einen sitzenden Fritz Reuter mit reliefverzierten Sitzbänken zu Seiten des Sockels.

## Einweihung
Der Termin für die feierliche Enthüllung des Denkmals zu Reuters 100. Geburtstag am 7. November 1910 ließ sich nicht realisieren. In Abstimmung mit den beiden mecklenburgischen Großherzögen setzte daraufhin das Komitee die Enthüllung auf den 12. Juli 1911 – Reuters 37. Todestag – fest. Die umfangreiche Gästeliste führten die Großherzöge mit ihren Familien an. Zahlreiche Stavenhagener und Reuter-Verehrer wohnten den Feierlichkeiten bei. Nach Entwurf von Wandschneider wurden in zwei verschiedenen Größen Erinnerungsmedaillen in Silber und Bronze geprägt.
Der Festtag begann um 7:00 Uhr mit einem großen Wecken, anschließend Kranzniederlegung am Grabe von Reuters Eltern und Platzkonzert auf dem Markt. Um 11:30 Uhr fielen die Hüllen des Denkmals, ein Festzug durch die Stadt schloss sich an. Nach Festessen, Konzert und plattdeutschen Vorträgen endete der Tag mit mehreren Tanzveranstaltungen.

## Weitere Reuterdenkmäler in Mecklenburg

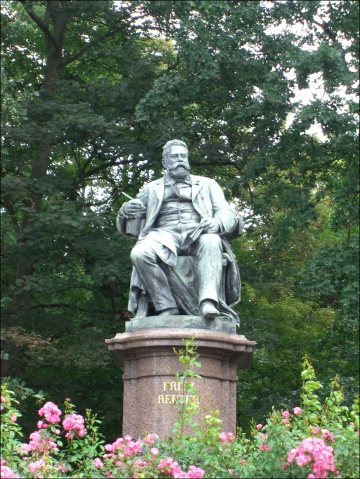
Neubrandenburg 1893
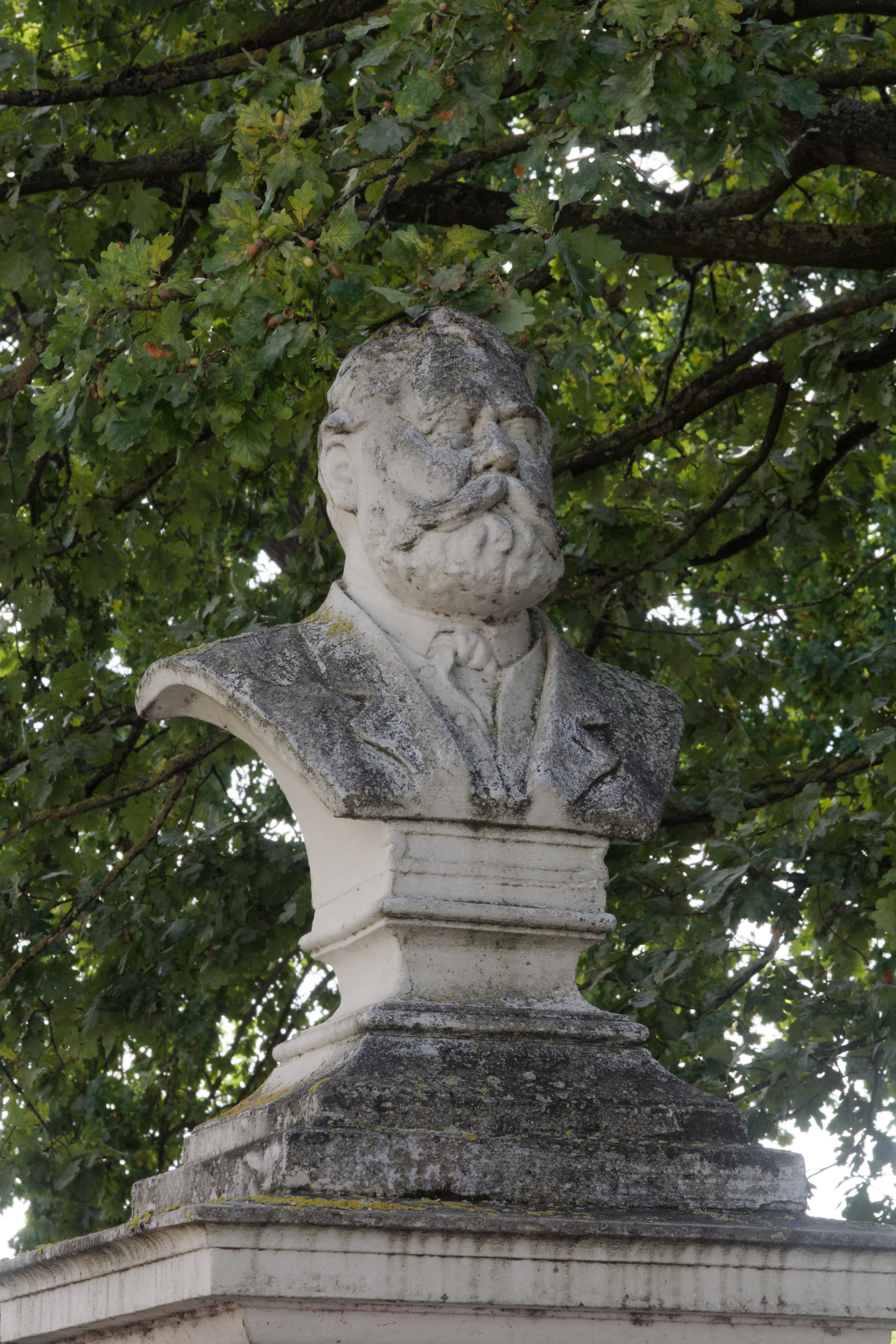
Wismar 1896
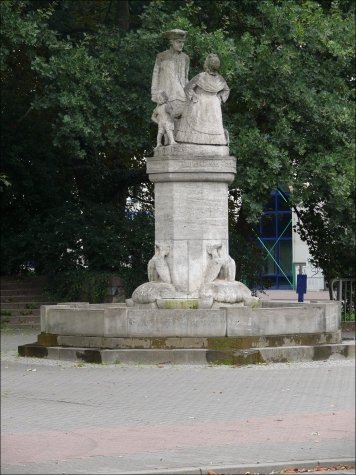
Neubrandenburg 1923
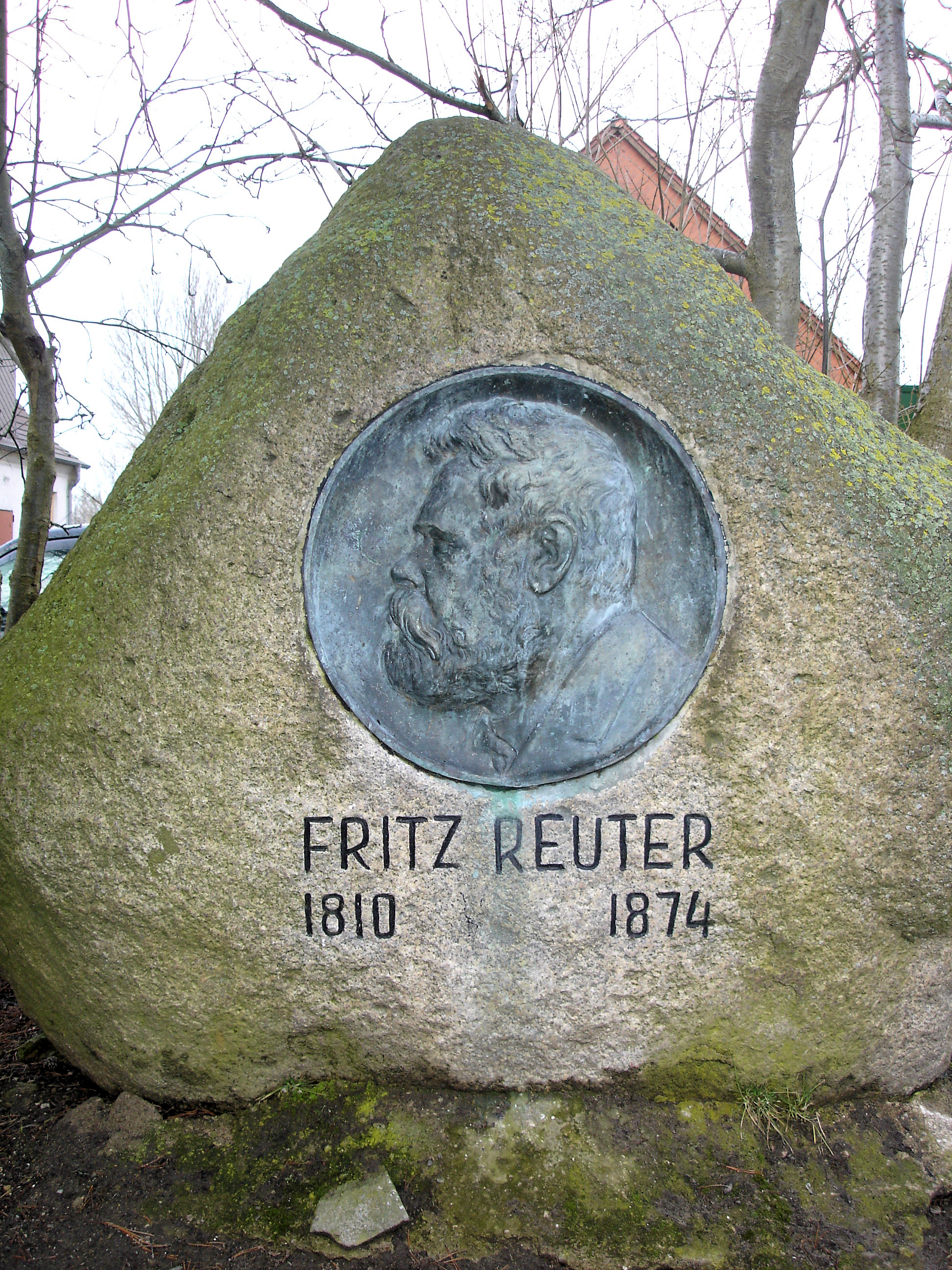
Rostock 1914 (Relief)
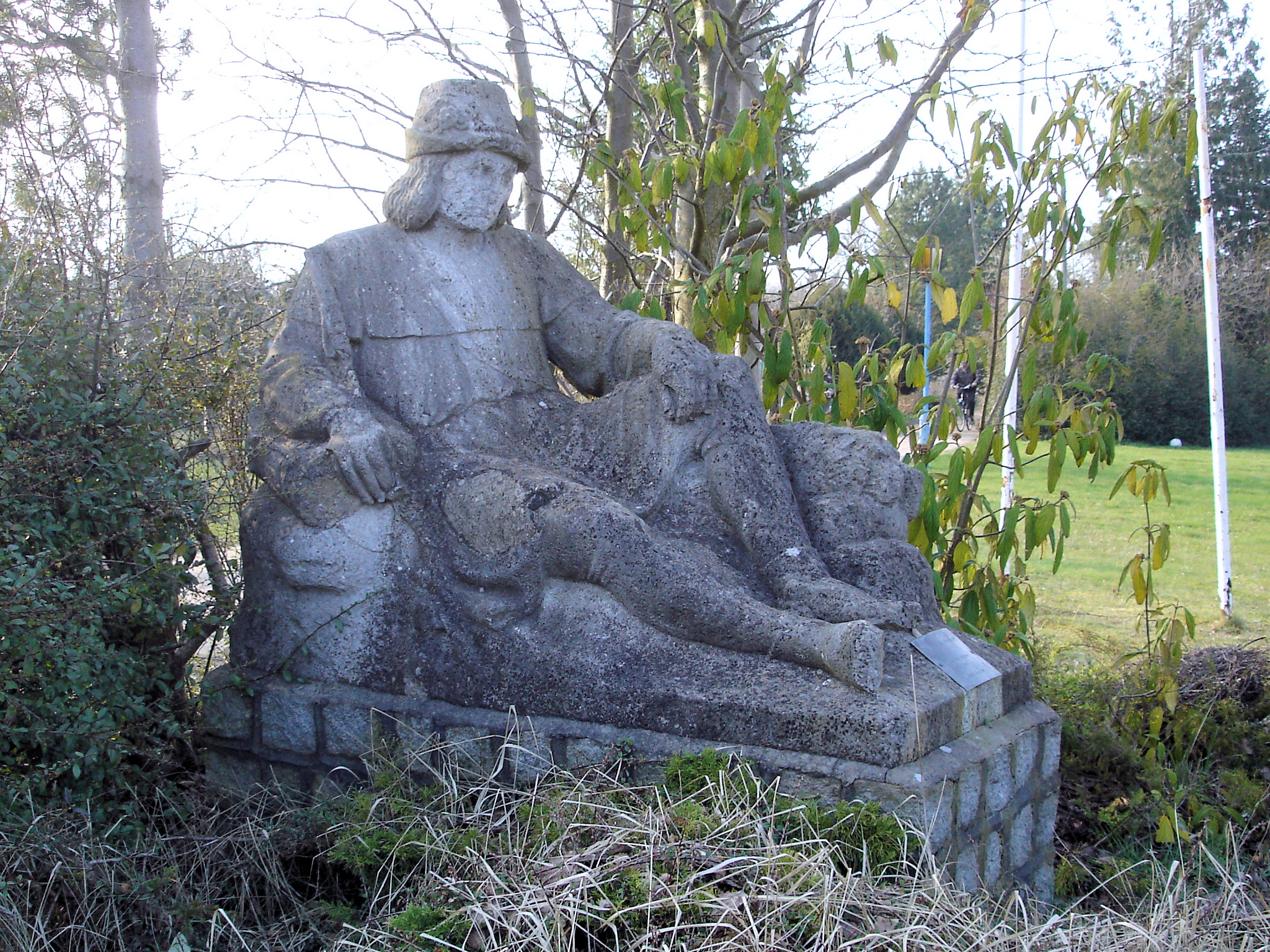
Rostock 1914 (Figur)
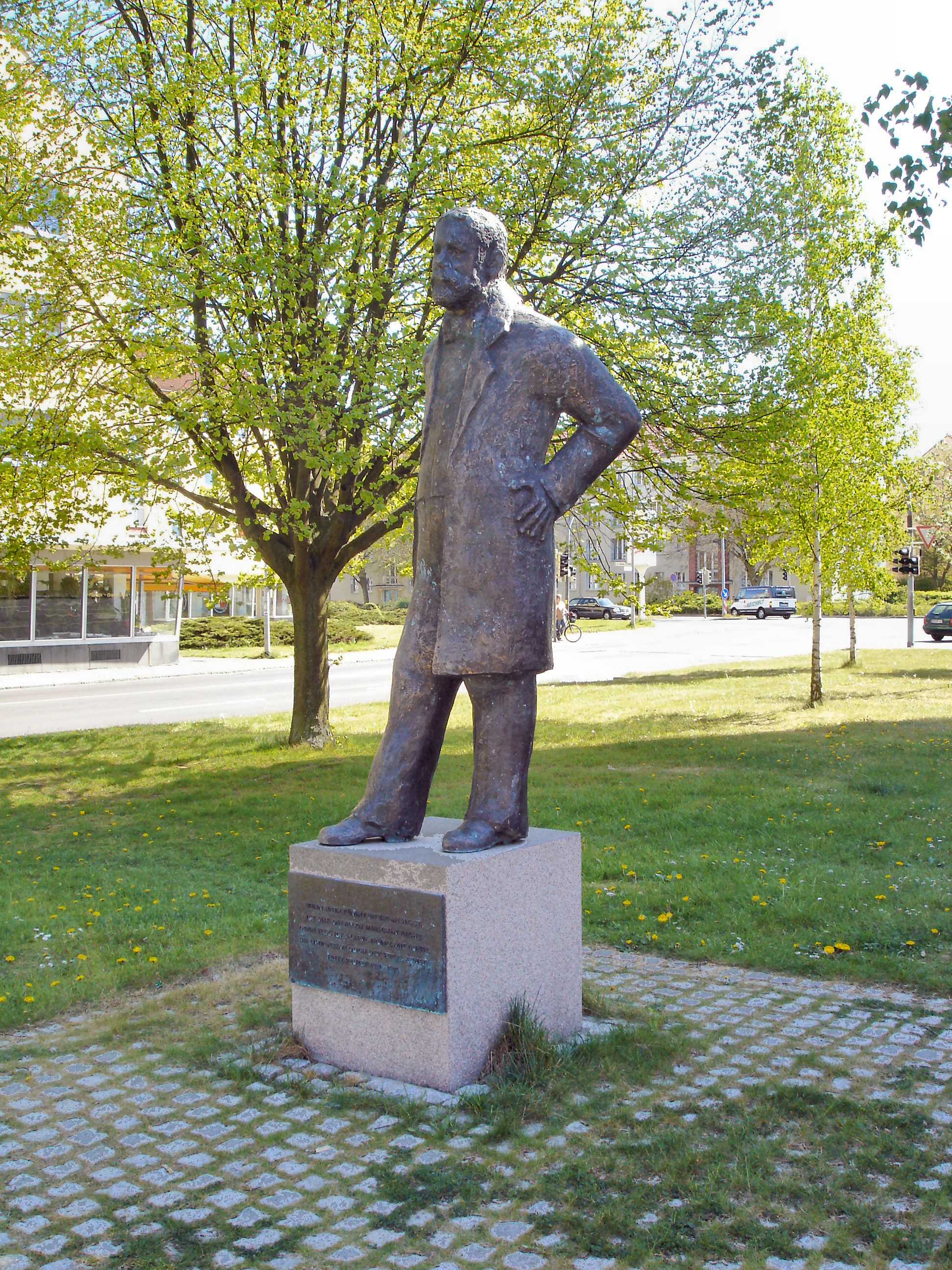
Rostock 2004